# Гојко Кнежевић (генерал)
Гојко Кнежевић (Сјеверовци, Босанска Дубица 20. август 1962) је генерал-пуковник Оружаних снага БиХ. Начелник је заједничког штаба Оружаних снага БиХ.

## Биографија
Завршио је 1982. Средњу војну школу копнене војске, смјер оклопно-механизоване јединице, у Бањој Луци. Након завршетка Војне академије у Београду 1989. године промовисан у официра оклопно-механизованих јединица. Поред Војне академије смјер оклопно-механизованих јединица завршио је Командно-штабну школу 1999. године у Београду и Школу националне одбране 2004. године, такође у Београду. Високе студије безбједности и одбране завршио је 2012. године у Школи националне одбране „Војвода Радомир Путник“ у Београду. Службу у ЈНА завршио је на дужности командира школске тенковске чете у Школском центру оклопно-механизованих јединица „Петар Драпшин“ у Бањој Луци, у чину капетана. Ванредно је произведен у чинове капетана I класе 1994. и мајора 1995, а у чин потпуковника унапријеђен је 1999, пуковника 2002, бригадног генерала 2014, генерал-мајора 2018, и генерал-пуковника 2024. године У ВРС је био од дана њеног формирања. У току Одбрамбено-отаџбинског рата 1992–1995. био је командир тенковске чете, замјеник команданта и командант оклопног батаљона. Послије рата био је начелник штаба и командант оклопне бригаде, командант 302. моторизоване бригаде и командант дивизије ВРС. Послије рата службовао је у гарнизонима Бања Лука, Дервента, Приједор и Сарајево. Након расформирања ВРС, био је инспектор у Команди за подршку Оружаних снага БиХ, начелник Управе за политику и планове у Заједничком штабу ОС БиХ, замјеник команданта Команде за подршку ОС БиХ за ресурсе и замјеник начелника Заједничког штаба ОС БиХ за ресурсе у Сарајеву. Одлуком предсједништва БиХ од 27. новембра 2023. године постављен је за начелника Заједничког штаба ОС БиХ и на дужност је ступио 1. фебруара 2024. године. У чин генерал-пуковника унапријеђен је у мају 2024. године. У ВРС одликован је Орденом Милоша Обилића и Орденом Карађорђеве звијезде III реда.

## Унапређења
| Година |  | Чин              |           |
| ------ |  | ---------------- | --------- |
| 1982   |  | водник           |           |
| 1989   |  | потпоручник      |           |
| 1990   |  | поручник         |           |
|        |  | капетан          |           |
| 1994   |  | капетан I класе  | вандредно |
| 1995   |  | мајор            | вандредно |
| 1999   |  | потпуковник      |           |
| 2002   |  | пуковник         |           |
| 2014   |  | бригадни генерал |           |
| 2018   |  | генерал-мајор    |           |
| 2024   |  | генерал-пуковник |           |